# (4755) Nicky
(4755) Nicky (1931 TE4) – planetoida z pasa głównego asteroid okrążająca Słońce w ciągu 3,46 lat w średniej odległości 2,29 j.a. Odkryta 6 października 1931 roku.